# 鳥取神社 (釧路市)
鳥取神社是一座位於日本北海道釧路市鳥取大通的神社。

## 沿革
鳥取村於1884年（明治17年）由來自鳥取縣的武士移民建立。由於村里沒有神社，村民因而請求出雲大社供奉神靈，並於1891年4月23日創建了供奉大國主神的鳥取神社。1898年（明治31年），鳥取神社獲得內務省建社許可，成為正式的神社，其社格被列為村社。1917年神社第三次遷至現址，現在的神社建築則於1974年第四次建造的。
1984年（昭和59年），鳥取村建村100週年之際，在神社轄區內建造了一座博物館，即鳥取百年館。展示鳥取市和鳥取市捐贈的兩套鎧甲，高德寺的瓦片、鳥取藩主池田家的家寶、鳥取神社的物品等約1600件國寶和歷史資料。1991年，因應慶祝神社成立100週年，三笠宮崇仁親王和寬仁親王妃信子正式參拜。
自2009年（平成21年）以來，每年，鳥取神社將舉行「全國釧路女子相撲錦標賽」，作為對這個神社的相撲奉獻。，當前，鳥取神社每年9月舉行一年一度的祭典，6月9日為報答鳥取池田藩主池田家的恩情，於6月9日結成親戚後代移民的追悼會。
2022年，鳥取神社與位於臺灣桃園市的桃園神社合作，設置「桃園神社 昭和拾參」繪馬褂所、祈禱頒布所、風鈴迴廊等，並販賣作過入魂儀式的御守。

## 外部連結
- 鳥取神社 （页面存档备份，存于）（北海道神社廳）